# Aspitates sibirica
Aspitates sibirica là một loài bướm đêm trong họ Geometridae.